# 川瀬悠河
川瀬 悠河（かわせ ゆうが、2002年4月3日 - ）は、ジャパンラグビーリーグワンの狭山セコムラガッツに所属しているラグビーユニオン選手。

## 略歴
6歳から八王子ラグビースクールでラグビーを始める。
東海大学付属相模高等学校の3年の時に、花園（全国高等学校ラグビーフットボール大会）に出場した。
東海大学湘南校舎体育会ラグビーフットボール部では、3年時の関東大学リーグ戦で初めて先発ロックで出場した。4年時には大学選手権（全国大学ラグビーフットボール選手権大会）に出場。
4年時の2025年2月、ジャパンラグビーリーグワンの狭山セコムラガッツに、アーリーエントリーで加入したことを発表した。同年3月、東海大学卒業。